# Ёна (река)
Ёна — река в Мурманской области России. Протекает по территории Ковдорского района (муниципального округа). Впадает в озеро Кохозеро.
Длина реки составляет 78 км. Площадь бассейна составляет 1720 км².
Берёт начало в безымянном озере на юге Ковдорского района, на юго-западном склоне горы Пайуайв. Протекает по лесной, местами болотистой местности. Порожиста. Основные притоки: Сейто (0,5 км от устья), Куропта (29 км), Икки (31 км), Ковдора (37 км), Лейпи (40 км), Касси (43 км), Нора (48 км), Рагутчане (49 км), Каменка (59 км), Корвооя (69 км). Впадает в озеро Кохозеро на высоте 149 м над уровнем моря. Населённые пункты на реке: Куропта, Ёнский и Ёна.

## Данные водного реестра
По данным государственного водного реестра России относится к Баренцево-Беломорскому бассейновому округу, водохозяйственный участок реки — река Нива, включая озеро Имандра. Речной бассейн реки — бассейны рек Кольского полуострова и Карелии.
Код объекта в государственном водном реестре — 02020000312101000009762.